# Carduoideae
Sous-famille
Les Carduoideae sont une sous-famille de plantes dicotylédones de la famille des Asteraceae, à répartition cosmopolite, qui comprend environ 3 000 espèces réparties 83 genres.

## Description
Les plantes de la famille des Carduoideae sont des plantes herbacées annuelles, bisannuelles ou vivaces , parfois des arbrisseaux ou des arbustes — exceptionnellement des arbres  ou des plantes grimpantes — , peut-être laticifère, souvent épineuses, hermaphrodites, monoïques ou dioïquess . Les tiges peuvent être ailées ou non. Les feuilles sont alternes,. 
Les capitules peuvent être uniflores et groupés en synflorescences complexes plus ou moins globuleuses, mais plus généralement multiflores, homogames ou hétérogames. Les bractées sont disposées en plusieurs rangées et sont libres. Le réceptacle floral est fréquemment couvert de poils et, plus rarement, de paléas (paillettes). Les fleurs sont généralement hermaphrodites, les fleurs externes étant stériles ou structurellement ou fonctionnellement femelles, rarement toutes fonctionnellement unisexuées. La corolle est pentamère — celles des fleurons externes parfois tri- ou hexamère —, actinomorphes ou quelque peu zygomorphes, avec un limbe lobé ou denté. Exceptionnellement, ils peuvent comporter, en plus des fleurons centraux, des ligules périphériques hermaphrodites ou neutres (Atractylis). Le style du gynécée présente presque toujours un anneau de poils courts collecteurs de pollen,  ou une augmentation de leur diamètre, en dessous des branches stigmatiques convergentes ou divergentes,. 
Les fruits sont des cypsèles, homomorphes ou hétéromorphes, avec ou sans aigrette (pappus), qui peut être simple ou double, formée par des écailles ou, plus fréquemment, par des poils, ou par les deux. De plus, le fruit peut avoir un sommet tronqué dans une plaque apicale, à bord entier ou dentelé, avec une éventuelle saillie centrale (umbo) correspondant au nectaire persistant de la fleur,.

## Distribution
La sous-famille des Carduoideae a une répartition cosmopolite, mais avec une concentration marquée des espèces dans l'hémisphère nord (Eurasie et Nord de Afrique), région d'où elle est probablement originaire.

## Âge
L'âge du climax des Carduoideae est estimé entre 30 et 40 millions d'années, dans l'Éocène moyen,.

## Taxinomie

### Synonymes
Selon BioLib (26 octobre 2020) :
- Acarnaceae Link
- Carduaceae Dumortier
- Centaureaceae Martynov
- Cnicaceae Vest
- Cynaraceae Durande
- Echinopaceae Dumortier
- Serrulataceae Martynov

### Tribus
Les genres de cette sous-famille se répartissent en 4 tribus très inégales en nombre d'espèces :
- Cardueae Cass., 1819 (environ 2 500 espèces)
- Dicomeae Panero & V.A.Funk, 2002 (75 à 100 esp.)
- Oldenburgieae S.Ortiz, 2009 (4 esp.)
- Tarchonantheae Kostel., 1833 (environ 20 esp.)[8],[4],[9].

### Liste des genres par tribus
Selon BioLib (26 octobre 2020) :
- tribu des Cardueae Cass.
  - Acantholepis Less.
  - Alfredia Cass.
  - Amberboa (Pers.) Less.
  - Amphoricarpos Vis.
  - Ancathia DC.
  - Anura (Juz.) Tscherneva
  - Arctium L.
  - Atractylis L.
  - Atractylodes DC.
  - Berardia Vill.
  - Bolocephalus Hand.-Mazz.
  - Callicephalus C.A. Mey.
  - Cardopatium Juss.
  - Carduus L.
  - Carlina L.
  - Carthamus L.
  - Centaurea L.
  - Centaurodendron Johow
  - Centaurothamnus Wagenitz & Dittrich
  - Chardinia Desf.
  - Cheirolophus Cass.
  - Cirsium Mill.
  - Cousinia Cass.
  - Cousiniopsis Nevski
  - Crupina (Pers.) DC.
  - Cynara L.
  - Diplazoptilon Y. Ling
  - Dolomiaea DC.
  - Echinops L.
  - Galactites Moench
  - Goniocaulon Cass.
  - Hemisteptia Fisch. & C.A. Mey.
  - Hymenocephalus Jaub. & Spach
  - Hypacanthium Juz.
  - Jurinea Cass.
  - Jurinella Jaub. & Spach
  - Karvandarina Rech.f.
  - Klasea Cass.
  - Lamyropappus Knorring & Tamamsch.
  - Lamyropsis (Kharadze) Dittrich
  - Leuzea DC.
  - Lipskyella Juz.
  - Mantisalca Cass.
  - Myopordon Boiss.
  - Nikitinia Iljin
  - Notobasis (Cass.) Cass.
  - Ochrocephala Dittrich
  - Olgaea Iljin
  - Oligochaeta (DC.) K. Koch
  - Onopordum L.
  - Phalacrachena Iljin
  - Picnomon Adans.
  - Plagiobasis Schrenk
  - Plectocephalus D. Don
  - Polytaxis Bunge
  - Psephellus Cass.
  - Ptilostemon Cass.
  - Rhaponticoides Vaill.
  - Rhaponticum Ludw.
  - Russowia C. Winkl.
  - Saussurea DC.
  - Schischkinia Iljin
  - Schmalhausenia C. Winkl.
  - Serratula L.
  - Siebera J. Gay
  - Silybum Vaill.
  - Staehelina L.
  - Stemmacantha Cass.
  - Synurus Iljin
  - Syreitschikovia Pavlov
  - Thevenotia DC.
  - Tricholepis DC.
  - Tugarinovia Iljin
  - Tyrimnus (Cass.) Cass.
  - Volutaria Cass.
  - Xeranthemum L.
  - Yunquea Skottsb.
  - Zoegea L.
- tribu des Dicomeae Panero & V.A. Funk
  - Dicoma Cass.
  - Erythrocephalum Benth.
  - Gladiopappus Humbert
  - Pasaccardoa Kuntze
  - Pleiotaxis Steetz
- tribu des Oldenburgieae S. Ortiz
  - Oldenburgia Less.
- tribu des Tarchonantheae Kostel.
  - Brachylaena R. Br.
  - Tarchonanthus L.
- Incertae sedis
  - Cavea W.W. Sm. & Small
  - Dipterocome Fisch. & C.A. Mey.

Les genres ayant le plus grand nombre d'espèces acceptées sont les suivants : Centaurea (695), Cousinia (655), Saussurea (300), Cirsium (250), Jurinea (200), Echinops (120), Carduus (90), Serratula (70), Dicoma (65), Onopordum (60).